# Naturbahnrodel-Weltmeisterschaft 1996
Die 10. FIL-Naturbahnrodel-Weltmeisterschaft fand vom 26. bis 28. Januar 1996 in Oberperfuss in Österreich statt.

## Einsitzer Herren
| Platz | Name                | Zeit |
| ----- | ------------------- | ---- |
| 01    | Gerhard Pilz        | ?    |
| 02    | Anton Blasbichler   | ?    |
| 03    | Franz Obrist        | ?    |
| 04    | Manfred Gräber      | ?    |
| 05    | Martin Gruber       | ?    |
| 06    | Reinhard Gruber     | ?    |
| 07    | Robert Tomelitsch   | ?    |
| 08    | Herbert Pilz        | ?    |
| 09    | Roland Ploner       | ?    |
| 10    | Hans Noll           | ?    |
| 11    | Helmut Ruetz        | ?    |
| 12    | Peter Lechner       | ?    |
| 13    | Toni Maurer         | ?    |
| 14    | Marcus Grausam      | ?    |
| 15    | Ludwig Nöhmeier     | ?    |
| 16    | Borut Fejfar        | ?    |
| 17    | Norbert Parusel     | ?    |
| 18    | Grega Spendov       | ?    |
| 19    | Gašper Megušar      | ?    |
| 20    | Drago Česen         | ?    |
| 21    | Michael Kolesow     | ?    |
| 22    | Tomi Ahonen         | ?    |
| 23    | Ari Tuominen        | ?    |
| 24    | Marcin Pawlus       | ?    |
| 25    | Michał Andrzejewski | ?    |
| 26    | Roman Kusnezow      | ?    |
| 27    | Bostjan Vizjak      | ?    |
| 28    | Jewgeni Jakusin     | ?    |
| 29    | Shawn Bauman        | ?    |
| 30    | Andrzej Laszczak    | ?    |
| 31    | Alexander Noskow    | ?    |
| 32    | Jarmo Korhonen      | ?    |
| 33    | Joe Ives            | ?    |
| 34    | Hannu Heikkilä      | ?    |
| 35    | Timo Heikkilä       | ?    |
| 36    | Knut Solheim        | ?    |
| 37    | Mika Ahonen         | ?    |
| 38    | Dimitri Alimow      | ?    |
| 39    | Leonhard Hörth      | ?    |
| 40    | Alexandre Chalew    | ?    |
| 41    | Risser Radew        | ?    |
| 42    | Nikola Voutchkow    | ?    |
| 43    | Ben Heijmeijer      | ?    |
| 44    | Marek Porvaznik     | ?    |
| --    | Andrej Habjan       | DNF  |
| --    | Ivan Kirilow        | DNF  |
| --    | Georg Eberharter    | DNF  |
| --    | Mario Moravčík      | DNF  |
| --    | Andi Ruetz          | DNF  |
| --    | Eddy Dunlop         | DNF  |
| --    | Mikuláš Havaš       | DNS  |
| --    | Tscheslaw Schumilow | DNS  |

Datum: 27. Januar (1. Wertungslauf) und 28. Januar 1996 (2. und 3. Wertungslauf)
Der Österreicher Gerhard Pilz wurde zum fünften Mal in Folge Weltmeister im Einsitzer und stellte damit einen bis heute ungebrochenen Rekord auf. Der Italiener Anton Blasbichler erreichte Platz zwei und gewann damit seine erste Medaille bei Weltmeisterschaften, nachdem er schon 1993 Europameister geworden war. An der dritten Stelle platzierte sich mit Franz Obrist ein weiterer Italiener. Er hatte bei der letzten WM die Silbermedaille gewonnen und war 1991 Europameister geworden.

## Einsitzer Damen
| Platz | Name                | Zeit |
| ----- | ------------------- | ---- |
| 01    | Irene Zechner       | ?    |
| 02    | Elvira Holzknecht   | ?    |
| 03    | Sandra Mariner      | ?    |
| 04    | Ljubow Panjutina    | ?    |
| 05    | Nicole Grüner       | ?    |
| 06    | Christa Gietl       | ?    |
| 07    | Irene Mitterstieler | ?    |
| 08    | Simona Martin       | ?    |
| 09    | Sonja Dobson        | ?    |
| 10    | Polina Danilewskaja | ?    |
| 11    | Viva Wolf           | ?    |
| 12    | Jenny Hultmann      | ?    |
| 13    | Maria Assenova      | ?    |
| 14    | Hanna Ristola       | ?    |
| --    | Tina Tolar          | DNS  |
| --    | Sonja Steinacher    | DNS  |

Datum: 27. Januar (1. Wertungslauf) und 28. Januar 1996 (2. und 3. Wertungslauf)
Im Einsitzer der Damen wurde die Österreicherin Irene Zechner Weltmeisterin, die zuvor schon zweimal Europameisterin war. Platz zwei ging an ihre Teamkollegin Elvira Holzknecht, die bereits mehrere Medaillen bei Welt- und Europameisterschaften gewonnen hatte. Sandra Mariner, ebenfalls aus Österreich, gewann die Bronzemedaille. Für sie war es die erste Medaille bei einer Weltmeisterschaft. Erstmals standen damit drei Österreicherinnen auf dem Siegerpodest einer Weltmeisterschaft. 

## Doppelsitzer
| Platz | Name                                     | Zeit |
| ----- | ---------------------------------------- | ---- |
| 01    | Reinhard Beer – Herbert Kögl             | ?    |
| 02    | Helmut Ruetz – Andi Ruetz                | ?    |
| 03    | Martin Psenner – Arthur Künig            | ?    |
| 04    | Roland Niedermair – Hubert Burger        | ?    |
| 05    | Jürgen Pezzi – Christian Hafner          | ?    |
| 06    | Martin Schneebauer – Peter Lechner       | ?    |
| 07    | Marcin Pawlus – Andrzej Laszczak         | ?    |
| 08    | Tscheslaw Schumilow – Andrei Tschernezow | ?    |
| 09    | Ari Tuominen – Timo Heikkilä             | ?    |
| 10    | Michael Kolesow – Roman Kusnezow         | ?    |

Datum: 27. Januar 1996 (beide Wertungsläufe)
Im Doppelsitzer gewannen die Österreicher Reinhard Beer und Herbert Kögl die Goldmedaille. Sie waren damit die ersten Weltmeister im Doppelsitzer, die nicht aus Italien kamen. Die Silbermedaille gewannen die amtierenden Europameister Andi und Helmut Ruetz aus Österreich. Platz drei ging an die Italiener Martin Psenner und Arthur Künig, für die es die einzige Medaille bei Weltmeisterschaften war.

## Medaillenspiegel
| Platz | Land       | Gold | Silber | Bronze | Gesamt |
| ----- | ---------- | ---- | ------ | ------ | ------ |
| 1.    | Österreich | 3    | 2      | 1      | 6      |
| 2.    | Italien    | —    | 1      | 2      | 3      |